# Sigismondo
Sigismondo ist eine Oper („dramma“) in zwei Akten von Gioachino Rossini mit einem Libretto von Giuseppe Maria Foppa. Die Uraufführung fand am 26. Dezember 1814 im Teatro La Fenice in Venedig statt.

## Handlung
Sigismondo, König eines fiktiven Polens, hat seine Frau Aldimira wegen ihrer Untreue vor vielen Jahren zum Tode verurteilt, jetzt wird er fast wahnsinnig vor Gewissensbissen und Schuldvorwürfen. Dabei weiß er noch gar nicht, dass die vermeintliche Untreue Aldimiras eine Intrige seines Premierministers Ladislao war, den Aldimira zurückgewiesen hatte und der sich auf diese Weise an ihr rächte und der außerdem nun seine eigene Schwester Anagilda mit dem König verheiraten will. Nun zieht auch noch Aldimiras Vater Ulderico in den Krieg gegen Sigismondo, um diesen für das Schicksal der Tochter zur Rechenschaft zu ziehen. Doch Aldimira ist nicht tot, sondern lebt inkognito in der Obhut des Edelmanns Zenovito in den Wäldern Polens. Sigismondo zieht Ulderico entgegen und kommt ausgerechnet zur Waldhütte Zenovitos. Er glaubt zwar, dass Aldimira die Tochter Zenovitos sei, fasst aber aufgrund der großen Ähnlichkeit zu seiner vermeintlich hingerichteten Gattin, den Plan, diese Ulderico als Tochter zu präsentieren, um ihn so vom Krieg gegen Polen abzuhalten. Aldimira lässt sich auf das Spiel mit der doppelten Täuschung ein. Aber unterdessen hat Ladislao dem Ulderico gesteckt, dass dieser von Sigismondo getäuscht werden solle, worauf Ulderico die eigene Tochter trotz der großen Ähnlichkeit nicht erkennen will. Als Ladislao sich erneut an Aldimira heranmacht, wird er von dieser zurückgestoßen – er stürzt, fällt auf den Kopf und gesteht unter dem Schock seine Missetaten. Der Krieg fällt aus, Aldimira wird wieder Königin, Sigismondo gesundet und sogar Ladislao und Anagilda wird verziehen.

### Erster Akt
Wohnung im Palast Sigismondos mit Zugang zu inneren Kammern
Szene 1. Die Höflinge beklagen das traurige Schicksal ihres Königs Sigismondo, der vor fünfzehn Jahren seine Gattin Aldimira wegen ihrer vermeintlichen Untreue zum Tode verurteilt hatte und nun von schweren Gewissensbissen in den Wahnsinn getrieben wird (Chor: „O Prence misero“). Sigismondos Vertrauter Radoski, sein Minister Ladislao und dessen Schwester Anagilda stimmen in die Klagen ein (Szene und Cavatine Ladislao: „L’immago tiranna“). Die Höflinge ziehen sich zurück.
Szene 2. Anagilda und Radoski überlegen, wie sie dem König helfen könnten. Ladislao lenkt ab. Er plant, seine Schwester mit dem König zu verkuppeln.
Szene 3. Sigismondo erscheint. In seinem Wahn bildet er sich ein, vom Geist Aldimiras geplagt zu werden (Cavatine Sigismondo: „Non seguirmi … omai t’invola“). Anagilda, Ladislao und Radoski bringen ihn wieder zur Raison. Ladislao versichert Sigismondo seine Treue und überredet ihn, sich ihm anzuvertrauen. Die beiden anderen entfernen sich.
Szene 4. Sigismondo erzählt Ladislao von seinen Wahnvorstellungen. Außerdem hat er erfahren, dass sein Schwiegervater Ulderico im Geheimen ein Heer aufstelle. Er beauftragt Ladislao, ihn zu beobachten.
Weites Feld vor einem dichten Wald. An der Seite eine Hütte und eine grobe Sitzbank unter einer Baumreihe
Szene 5. Aldimira genießt den Frieden im Wald, vermisst aber ihren Ehemann, den sie trotz seines ungerechten Urteils noch immer liebt (Szene und Cavatine Aldimira: „Oggetto amabile“). Zenovito tritt aus der Hütte. Er kannte die Hintergründe des Urteils – eine Intrige ihres abgewiesenen Verehrers Ladislao – und hatte sie damals gerettet. Seitdem lebt sie zurückgezogen als seine Tochter Egelinda. Aldimira versteckt sich, als Stimmen zu hören sind.
Szene 6. Eine Jagdgesellschaft tritt auf (Chor der Jäger: „Al bosco! alla caccia!“) und meldet Zenovito die bevorstehende Ankunft des Königs. Die Jäger verschwinden im Wald.
Szene 7. Aldimira hat mitbekommen, dass ihr Ehemann kommt. Sie zieht sich mit Zenovito in die Hütte zurück.
Szene 8. Sigismondo und Anagilda erscheinen mit ihrem Gefolge. Sigismondo setzt sich auf die Bank, um auf Ladislao zu warten, während Anagilda mit einem Teil des Gefolges weiterzieht.
Szene 9. Beobachtet von Aldimira und Zenovito gibt sich Sigismondo erneut seinen Wahnvorstellungen hin.
Szene 10. Ladislao taucht mit Nachrichten über Ulderico auf. Sein Heer habe bereits viel Land besetzt, und die Einnahme von Sigismondos Palast stehe bevor. So wolle er sich für den Tod seiner Tochter rächen. Zenovito und Aldimira erschrecken, als Sigismondo ankündigt, die Hütte zu betreten. Ladislao geht hinein, um nach den Bewohnern zu sehen.
Szene 11. Ladislao kommt verwirrt aus der Hütte. Er glaubt, dort den Geist Aldimiras erblickt zu haben und fordert Sigismondo auf, sich selbst davon zu überzeugen (Rezitativ und Arie Ladislao: „Vidi… ah no ch’io m’ingannai!“). Er entfernt sich, um das Verteidigungsheer zusammenzustellen.
Szene 12. Sigismondo trifft mit Aldimira zusammen. Sie gibt sich als „Egelinda“, die Tochter Zenovitos, aus. Ihre Ähnlichkeit mit seiner totgeglaubten Frau verursacht Sigismondo große Qualen. Als Aldimira ihn nach dem Grund für seine Traurigkeit fragt, antwortet er, das sei ein Geheimnis, das er mit niemandem teilen dürfe – aber auch Aldimira kann ihm ihre Gefühle nicht zeigen (Duettino Sigismondo, Aldimira: „Un segreto è il mio tormento“). Aldimira kehrt in die Hütte zurück, während Sigismondo in den Wald geht.
Szene 13. Ladislao kehrt zurück und stellt Zenovito zur Rede über seine Tochter. Zenovito macht den Vorschlag, ihre Ähnlichkeit mit Aldimira auszunutzen und sie königlich gekleidet Ulderico als seine Tochter vorzustellen, um diesen zum Frieden zu bewegen. Ladislao begibt sich zum König, um mit diesem darüber zu sprechen – insgeheim will er den Plan sabotieren. Zenovito hofft, dass Aldimira in Zukunft wieder glücklich und in Sicherheit leben kann (Arie Zenovito: „Tu l’opra tua seconda“). Er kehrt in die Wohnung zurück.
Szene 14. Nachdem Sigismondo sich mit dem Plan einverstanden erklärt hat, kommt Ladislao zurück und unterrichtet Zenovito davon, dass er am Hof die nötigen Vorbereitungen treffen werde. Zenovito und Egelinda sollen bei Einbruch der Dunkelheit nachfolgen. Zenovito bittet Ladislao, mit ihr zu sprechen, weil sie aus Furcht nicht mitkommen wolle.
Szene 15. Aldimira teilt Ladislao mit, dass sie sich am Hof nicht sicher fühle, weil die Königin dort einer Intrige zum Opfer gefallen war. Als Ladislao sie fragt, woher sie das wisse, antwortet sie, diese Frage solle er sich selbst stellen (Duett Ladislao, Aldimira: „Perché obbedir disdegni“). Aldimira kehrt in die Hütte zurück.
Szene 16. Anagilda und Radoski kommen mit ihrem Gefolge aus einem anderen Teil des Waldes. Ladislao versucht, sie von dem Plan zu unterrichten, wird aber von der Ankunft Sigismondos und seines Gefolges unterbrochen. Weil Ladislao Aldimira noch nicht zur Zustimmung bewegen konnte, geht Sigismondo selbst in die Hütte, um mit ihr zu reden. Die anderen folgen ihm.
In der Wohnung Zenovitos, mit Zugang zu den Räumen an einer Seite
Szene 17. Von Gefühlen überwältigt wird Sigismondo von Zenovito in die Wohnung geführt. Zenovito zieht sich zu Aldimira in das Nebenzimmer zurück, um ihn zu beobachten. Ladislao beobachtet seinerseits von der Tür aus die Reaktionen Aldimiras. Er ist sich noch nicht im Klaren über ihre Identität. Sigismondo hat erneut Wahnvorstellungen, die Aldimira durch geschickte Zwischenrufe („Verräter“ und „Aldimira“) noch verstärkt (Finale I: „Quale, o ciel, d’idee funeste“). Nach einer Weile treten Aldimira und Zenovito hervor. Aldimira erklärt sich bereit, ihm zum Hof zu folgen, wenn ihre Sicherheit garantiert werde. In diesem Moment sind von draußen Waffenrufe zu hören. Das feindliche Heer dringt in den Wald vor, und Sigismondo und die Soldaten machen sich zum Kampf bereit.

### Zweiter Akt
Innenhof des Königspalasts. Auf einer Seite ein erhöhter Zugang zu den Innenräumen
Szene 1. Die Höflinge erwarten Aufklärung über ein Geheimnis des Königs (Chor: „In segreto a che ci chiama?“).
Szene 2. Ulderico hat den Wald eingenommen und bedroht nun die Stadt. Sigismondo, Ladislao und Anagilda wollen nun den Plan umsetzen und ihm Aldimira als Tochter präsentieren. Sigismondo möchte jedoch zuvor die Meinung des Volkes erfahren.
Szene 3. Aldimira erscheint in königlicher Kleidung. Der Chor bricht in Bewunderungsrufe aus (Chor: „Viva Aldimira“). Sigismondo erklärt dem Volk, ihm seine Königin zurückgeben zu wollen. Radoski starrt Aldimira besonders auffällig an, da ihn sein Gewissen plagt. Anagilda wiederum glaubt, ihre Hoffnungen auf eine Heirat mit dem König aufgeben zu müssen. Alle gehen.
Szene 4. Sigismondo fragt „Egelinda“, ob sie verheiratet sei. Sie antwortet, dass ihr ein grausames Schicksal den Mann genommen habe. Sigismondo erklärt, dass er sie bereits seit fünfzehn Jahren lieben würde, da seine verstorbene Frau in ihr wieder auflebe, und fragt sie, ob sie ihn heiraten würde. Aldimira weicht aus. Sie kann ihre Gefühle zwar kaum beherrschen, will sich aber noch nicht zu erkennen geben (Duett Aldimira, Sigismondo: „Tomba di morte e orrore“). Beide gehen in verschiedene Richtungen fort.
Szene 5. Radoski ist sich sicher, dass Egelinda die echte Aldimira ist, die er seinerzeit im Auftrag Ladislaos verraten hatte. Er will seine Tat wiedergutmachen. Anagilda erscheint, besorgt um ihre geplante Ehe mit dem König. Radoski beschließt, sie zu täuschen und erklärt, dass Egelinda in Kürze zu ihrem Vater zurückkehren werde. Anagilda ist nicht so leicht zu beruhigen (Rondo Anagilda: „Sognava contenti“). Sie geht.
Szene 6. Radoski erinnert sich an einen belastenden Brief Ladislaos, den er noch immer besitzt. Ladislao schickt ihn zu Sigismondo.
Szene 7. Ladislao wird von seinem Gewissen gepeinigt (Arie Ladislao: „Giusto ciel che i mali miei“).
Szene 8. Radoski kommt zu Sigismondo.
Szene 9. Auch Aldimira erscheint. Radoski gibt ihr den Brief, den Ladislao vor fünfzehn Jahren geschrieben hatte. Sigismondo schickt ihn fort.
Szene 10. Aldimira spricht mit Sigismondo über ihre Bedenken, zu Ulderico zu gehen. Sigismondo versteht den Sinn ihrer Worte nicht.
Szene 11. Radoski meldet, dass die Soldaten bereit zum Abmarsch sind. Aldimira versichert Sigismondo ihre Treue (Szene und Arie Aldimira: „Ah signor, nell’alma mia“). Im Hintergrund marschieren die Soldaten zu den Klängen eines Militärmarsches über die Bühne.
Durch Berge unterteilte Schlucht, durch die verschiedene Wege führen. Auf einer Seite das Lager Uldericos, auf der anderen dasjenige Sigismondos
Szene 12. Ulderico nähert sich mit seinem Gefolge. Er ist bereit Sigismondo zu vergeben, wenn seine Tochter wirklich noch leben sollte. Ladislao tritt ihm entgegen und verrät ihm den Plan Sigismondos. Aldimira sei tatsächlich vor fünfzehn Jahren hingerichtet worden, und nun wolle man ihm Egelinda als seine Tochter unterschieben.
Szene 13. Sigismondo führt Aldimira zu Ulderico (Quartett Aldimira, Sigismondo, Ladislao, Ulderico: „Genitor… deh vien!“). Trotz all ihrer Beteuerungen glaubt Ulderico ihr nicht, dass sie wirklich seine Tochter ist. Er verlangt als Beweis, dass sie ihm zeigen solle, wohin ihr Herz und ihr Blut sie führe. Aldimira weist auf Sigismondo, ihren Ehemann. Ulderico ruft zum Kampf auf. Auch Sigismondo und Ladislao greifen zu den Waffen. Es kommt zur Schlacht.
Szene 14. Entsetzt über diese Entwicklung legt Radoski sein Schwert nieder und gibt sich in Uldericos Hände.
Szene 15. Ladislao kommt hinzu und erklärt, dass Radoski einer seiner Getreuen sei. Ulderico entfernt sich mit Radoski. Ladislao freut sich über seine bevorstehende Macht.
Szene 16. Nachdem Sigismondos Armee besiegt wurde, rufen die Soldaten zur Flucht auf. Sigismondo dagegen will ruhmvoll im Kampf sterben. Er wird jedoch von Ulderico festgenommen. Ladislao versucht Aldimira zu ergreifen, stolpert dabei aber und fällt einen Abhang hinunter. Halb betäubt gibt er seine Taten zu. Sigismondo ist entsetzt und wird von Reue gequält (Große Szene und Arie Sigismondo: „Alma rea!“). Er versöhnt sich wieder mit Aldimira.
Szene 17. Um Ulderico zu beweisen, dass sie wirklich seine Tochter ist, zeigt Aldimira ihm den von Radoski erhaltenen Brief Ladislaos. Ladislao räumt die letzten Zweifel aus, indem er bestätigt, ihn geschrieben zu haben. Ulderico und Aldimira fallen sich in die Arme, und schließlich schenkt Sigismondo auch dem reuevollen Ladislao das Leben (Finale: „Qual felice amico giorno“).

## Gestaltung

### Libretto
Hauptsächliche Ursache für den dauerhaften Misserfolg der Oper ist das sowohl nach dem Urteil zeitgenössischer als auch heutiger Kritiker miserable Libretto von Giuseppe Maria Foppa: „Die Kritik an Foppa war bereits in der Karnevalssaison 1815 vernichtend.“ Foppa, mit dem Rossini schon bei den Opern L’inganno felice, La scala di seta und Il signor Bruschino zusammengearbeitet hatte, schrieb auf Basis zweier früherer Libretti einen Text, der nicht nur überaus verworren und wenig plausibel ist, sondern auch unzureichend realisiert ist, da er „viele unregelmäßige, abgehackte Versmaße“ aufweist. Eine Neuerung ist immerhin der „Typus des von Schuldgefühlen geplagten, fast dem Wahnsinn verfallenden Helden“. Rossini schien mit seiner Oper selbst nicht zufrieden zu sein, denn eine der zahlreichen Opern-Anekdoten berichtet, er habe, als das Publikum bei der Uraufführung sich nicht gleich zwischen Beifall und Ablehnung habe entscheiden können, seinen Sitznachbarn zugeflüstert: „So pfeift doch endlich!“

### Instrumentation
Die Orchesterbesetzung der Oper enthält die folgenden Instrumente::LI
- Holzbläser: zwei Flöten (beide auch Piccolo), zwei Oboen (beide auch Englischhorn), zwei Klarinetten, zwei Fagotte
- Blechbläser: zwei Hörner, zwei Trompeten, Posaune
- Schlagzeug: Pauken, große Trommel
- Streicher: Violinen I, Violinen II, Bratschen, Violoncelli und Kontrabässe
- Bühnenmusik: zwei Hörner

### Musiknummern
Die folgende Aufstellung basiert auf der von Paolo Pinamonti herausgegebenen kritischen Ausgabe.:LV Die Szenennummern stammen aus dem Libretto.
- Sinfonia

Erster Akt
- Nr. 1. Introduktion (Chor, Anagilda, Radoski, Ladislao): „O Prence misero“ (Szene 1)
  - Rezitativ (Anagilda, Ladislao, Radoski): „Né fia, german, che rieda“ (Szene 2)
- Nr. 2. Cavatine „Sigismondo con interruzioni“ (Sigismondo, Anagilda, Ladislao, Radoski): „Non seguirmi… omai t’invola“ (Szene 3)
  - Rezitativ (Ladislao, Sigismondo): „Signor, mentre t’adora“ (Szene 3–4)
- Nr. 3. Szene (Aldimira): „O tranquillo soggiorno!“ (Szene 5)
  - Cavatine (Aldimira): „Oggetto amabile“ (Szene 5)
  - Rezitativ (Zenovito, Aldimira): „Signora… Ah taci“ (Szene 5)
- Nr. 4. Chor der Jäger (Zenovito, Aldimira, Chor): „Di caccia il suono“ – „Al bosco! alla caccia!“ (Szene 5–6)
  - Rezitativ (Aldimira, Zenovito, Sigismondo, Anagilda, Ladislao): „Lo sposo!… Il re!…“ (Szene 7–11)
- Nr. 5. Rezitativ (Sigismondo, Ladislao): „Che avvenne?“ (Szene 11)
  - Arie (Ladislao): „Vidi… ah no che allor sognai!“ (Szene 11)
  - Rezitativ (Aldimira, Sigismondo): „Giusto cielo m’aita!“ (Szene 12)
- Nr. 6. Rezitativ (Sigismondo, Aldimira): „Se un tradimento reo…“ (Szene 12)
  - Duettino (Sigismondo, Aldimira): „Un segreto è il mio tormento“ (Szene 12)
  - Rezitativ (Ladislao, Zenovito): „Il re dov’è?“ (Szene 13)
- Nr. 7. Arie (Zenovito): „Tu l’opra tua seconda“ (Szene 13)
  - Rezitativ (Ladislao, Zenovito): „Io dispor che costei“ (Szene 14)
- Nr. 8. Rezitativ (Ladislao): „Ella ricusa?“ (Szene 15)
  - Duett (Ladislao, Aldimira): „Perché obbedir disdegni?“ (Szene 15)
  - Rezitativ (Anagilda, Radoski, Ladislao, Sigismondo): „Che creder degg’io mai!“ (Szene 16)
- Nr. 9 Finale I (Aldimira, Anagilda, Sigismondo, Ladislao, Radoski, Zenovito, Chor): „Quale, o ciel, d’idee funeste“ (Szene 17)

Zweiter Akt
- Nr. 10 Introduktion (Chor): „In segreto a che ci chiama?“ (Szene 1)
  - Rezitativ (Sigismondo, Ladislao, Anagilda, Radoski, Chor): „Ah! superato il bosco, o sorte avversa!“ (Szene 2)
- Nr. 11. Chor (Chor, Anagilda, Radoski): „Viva Aldimira“ (Szene 3)
  - Rezitativ (Ladislao, Aldimira, Sigismondo, Radoski, Anagilda): „O vista che m’agghiaccia!“ (Szene 3–4)
- Nr. 12. Szene (Aldimira, Sigismondo): „Come!“ (Szene 4)
  - Duett (Aldimira, Sigismondo): „Tomba di morte e orrore“ (Szene 4)
  - Rezitativ (Radoski, Anagilda): „M’ingannaste, occhi miei?“ (Szene 5)
- Nr. 13. Rondo (Anagilda): „Sognava contenti“ (Szene 5)
  - Rezitativ (Radoski, Ladislao): „O ciel! tu riserbasti“ (Szene 6)
- Nr. 14. Szene (Ladislao): „Misero me!“ (Szene 7)
  - Arie (Ladislao): „Giusto ciel che i mali miei“ (Szene 7)
  - Rezitativ (Sigismondo, Radoski, Aldimira): „Venga Egelinda“ (Szene 8–10)
- Nr. 15. Szene (Radoskdi, Sigismondo, Aldimira, Chor): „Alla partenza“ (Szene 11)
  - Arie (Aldimira): „Ah signor, nell’alma mia“ (Szene 11)
  - Rezitativ (Ulderico, Ladislao): „Venga pur Ladislao“ (Szene 12)
- Nr. 16. Quartett (Aldimira, Sigismondo, Ladislao, Ulderico): „Genitor… deh vien!“ (Szene 13)
  - Rezitativ (Radoski, Ulderico, Ladislao): „Giusto ciel! qual mia sorte!“ (Szene 14–15)
- Nr. 17. Große Szene (Sigismondo, Ulderico, Ladislao, Aldimira, Chor): „O sorte barbara!…“ – „Vincesti, iniqua sorte!“ (Szene 16)
  - Arie innerhalb der großen Szene (Sigismondo): „Alma rea“ (Szene 16)
  - Rezitativ (Ulderico, Aldimira, Ladislao, Sigismondo): „E tu che per salvarlo“ (Szene 17)
- Nr. 18. Finaletto II (Aldimira, Sigismondo, Ladislao, Ulderico, Chor): „Qual felice amico giorno“ (Szene 17)

### Musik
Die Sinfonia ist zweiteilig. Den ersten Teil (Adagio) entnahm Rossini der Sinfonia von Il turco in Italia. Es gibt nur wenige Unterschiede in der Instrumentation und in einigen melodischen Details. Der zweite Teil (Allegro) ist eine Neukomposition, dessen zweites Thema mit dem Allegro des Quartetts Nr. 16 übereinstimmt. Rossini nutzte die ganze Ouvertüre zwei Jahre später auch für seinen Otello.:XL
Rossini hat in Sigismondo Teile aus früheren Opern verwendet und später auch größere Teile daraus wiederverwendet, so in seinen Opern  Elisabetta regina d’Inghilterra, Torvaldo e Dorliska, Il barbiere di Siviglia, La Cenerentola und Adina. Der Anfang des ersten Aktes von Il barbiere di Siviglia ist beispielsweise eine Umarbeitung des Beginns des zweiten Aktes von Sigismondo. Der Rossini-Biograf Richard Osborne kommt daher zu dem Schluss, die Musik des Sigismondo könnte dann doch gar nicht so schlecht sein: „Sigismondo ist ein schwerfälliges und schwieriges Stück, aber man sollte sich hüten, es strikt abzulehnen, denn die folgenden erfolgreichen Opern enthalten einen großen Teil von neu aufbereitetem Sigismondo.“

## Werkgeschichte
Sigismondo ist die zweite Opera seria, die Rossini für das Teatro la Fenice geschrieben hat, und sie ist seine in dieser Gattung am wenigsten beachtete. Das bis heute weitgehende unbekannte Werk fehlt in den üblichen Opernführern und wird nicht einmal im Standardwerk Pipers Enzyklopädie des Musiktheaters behandelt. Die Oper entstand unmittelbar vor Rossinis Wechsel nach Neapel und ist damit kein Frühwerk mehr; er komponierte sie nach seinen großen Erfolgen Tancredi und L’italiana in Algeri und im unmittelbaren Anschluss an seine in Mailand uraufgeführte Oper Il turco in Italia – zwischen den beiden Uraufführungen lagen nur etwas mehr als vier Monate.
Sigismondo war schon bei der Uraufführung ein Misserfolg und schaffte es auch später nie ins Repertoire. 1819 wurde die Oper in Padua, Cremona und Reggio Emilia gespielt, 1820 in Florenz und 1827 noch einmal in Bologna. Erst 1992 wurde das Werk für eine Aufführung in Rovigo wieder ausgegraben, 1995 folgte eine weitere in Bad Wildbad. Einige Aufmerksamkeit erreichte 2010 eine umstrittene Inszenierung beim Rossini Opera Festival Pesaro unter dem Dirigenten Michele Mariotti mit Daniela Barcellona, Andrea Concetto, Olga Peretyatko und Antonio Sirgausa. Regisseur Damiano Michieletto hatte den ganzen ersten Akt von Sigismondo in eine Irrenanstalt um 1900 verlegt, ein Konzept, das zwar den Seelenzustand Sigismondos, aber nicht immer auch die Handlung schlüssig aufgreifen konnte. Die meist negativen Kritiken zeigten aber auch das Potenzial der Oper, so erhielten die Sänger überwiegend sehr gute Kritiken. Diese Inszenierung ist als DVD verfügbar.

## Aufnahmen
- 1992 (Video, live aus Rovigo): Richard Bonynge (Dirigent), Orchester des Conservatorio Venezze di Rovigo, Coro del‘Autunno Trigiano. Sonia Ganassi (Sigismondo), Olga Ragatzu (Aldimira), Bruno Lazzaretti (Ladislao), Nicoletta Zanini (Anagilda), Giacomo Prestia (Ulderico und Zenovito). Premiere Opera DVD 6072 (1 DVD).[6]:16014
- Oktober 1992 (live aus Treviso): Richard Bonynge (Dirigent), Orchester des Conservatorio Venezze di Rovigo, Coro del‘Autunno Trigiano. Sonia Ganassi (Sigismondo), Olga Ragatzu (Aldimira), Bruno Lazzaretti (Ladislao), Nicoletta Zanini (Anagilda), Filippo Pina (Radoski), Giacomo Prestia (Ulderico und Zenovito). Bongiovanni CD: GB 2131/32-2.[6]:16015
- Juli 1995 (live vom Festival Rossini in Wildbad): Marc Andreae (Dirigent), Stuttgarter Kammerorchester, Prager Kammerchor. Carmen Oprisanu (Sigismondo), Tatjana Korovina (Aldimira), Omar Jara (Ladislao), Cornelia Müller (Anagilda), Young-Chan Kim (Radoski), Vladimir Prudnikov (Ulderico und Zenovito). Crossroads CD: CCR 01 026 95 (2 CDs).[6]:16016
- 2010 (Video, live vom Rossini Opera Festival Pesaro): Michele Mariotti (Dirigent), Orchester und Chor des Teatro Comunale di Bologna. Daniela Barcellona (Sigismondo), Olga Peretyatko (Aldimira), Antonino Siragusa (Ladislao), Manuela Bisceglie (Anagilda), Enea Scala (Radoski), Andrea Concetti (Ulderico und Zenovito). Naxos 101648 (2 DVDs), Naxos 108062 (BD).[7]
- Juli 2016 (live vom Festival Rossini in Wildbad): Antonino Fogliani (Dirigent), Virtuosi Brunensis, Camerata Bach Choir Poznań. Margarita Gritskova (Sigismondo), Maria Aleida (Aldimira), Kenneth Tarver (Ladislao), Paula Sánchez-Valverde (Anagilda), César Arrieta (Radoski), Marcell Bakonyi (Ulderico und Zenovito). Naxos 8.660403-4 (2 CDs).[8]